# إرنست فان بيلت
ارنست فان بيلت (بالإنجليزية:Ernest Van Pelt) (مواليد 31 مارس 1883 - وفيات 1 يوليو 1961). ممثل سينمائي أمريكي. ولد ارنست فان بيلت يوم 31 مارس 1883]] في كنساس. وكان فان بلت لاعب منتظم في أفلام تشارلي تشابلن وغيرهم. توفي فان بيلت في 1 يوليو 1961.

## روابط خارجية
- إرنست فان بيلت على موقع IMDb (الإنجليزية)
- إرنست فان بيلت على موقع ألو سيني (الفرنسية)
- إرنست فان بيلت على موقع أول موفي (الإنجليزية)
- إرنست فان بيلت على موقع قاعدة بيانات الأفلام السويدية (السويدية)
- إرنست فان بيلت على موقع قاعدة بيانات الفيلم (الإنجليزية)
- إرنست فان بيلت على موقع كينوبويسك (الروسية)